# 平久里川
平久里川（へぐりがわ）は、房総半島南部を流れる二級河川である。

## 地理
千葉県南房総市の北東端、鴨川市との境界付近に源を発し、上流部で小支流を合わせながら南下する。中流部で増間川を合わせ、下流部で流路を西に変えて滝川と合流し館山湾に注ぐ。

## 支流
上流より記載
- 東星田川
- 大谷川
- 乙沢川
- 荒川
- 谷川
- 外野川
- 芋庭川
- 大沢川
- 大塚川
- 増間川
- 滝川
- 油川

## 橋梁
上流より記載。狭い市道や上流部の小橋梁は省略する。
- 平久里橋（千葉県道88号富津館山線）
- 宮崎橋（千葉県道88号富津館山線）
- 三芳橋（千葉県道88号富津館山線）
- 岩崎橋（千葉県道296号和田丸山館山線）
- 平成橋（国道127号）
- 湊橋（千葉県道302号館山富浦線）
- JR内房線・鉄道橋
- 館山大橋（市道）

## 周辺施設
- 富山浄水場
- 大谷川ダム
- 浄化槽管理センター
- 鏡ヶ浦クリーンセンター
- 市民運動場
- イオンタウン館山

## 水質
近年の化学的酸素要求量（COD）の値の動き（測定場所はすべて北柏橋）
| 年度 | COD(mg/L) |
| ---- | --------- |
| 1998 | 7.3       |
| 1999 | 7.4       |
| 2000 | 6.7       |
| 2001 | 6.2       |
| 2002 | 6.3       |
| 2003 | 6.4       |
| 2004 | 6.6       |
| 2005 | 7.0       |
| 2006 | 6.3       |